# Дом генерал-губернатора (Алма-Ата)
Дом генерал-губернатора — утраченное здание в Алма-Ате, построенное в городе Верный для канцелярии генерал-губернатора. Здание известно благодаря деятельности Семиреченского генерал-губернатора Герасима Колпаковского.

## История
Дом генерал—губернатора находился в административном центре — на современном пересечении проспекта Достык и улицы Казыбек би, прямо напротив Парка имени 28—ми гвардейцев—панфиловцев. Рядом были гимназии — мужская и женская, в одном из зданий сейчас находится факультет КазПИ. В этом же квадрате располагалось и областное правление.
Первоначального губернаторский дворец представлял собой трёхэтажное кирпичное строение, похожего на дворцы итальянских дожей, расположенное на углу улицы Колпаковского (Достык) и Губернаторской (Казыбек би).
28 мая 1887 года произошло мощное Верненское землетрясение. В результате 9-балльного землетрясения Верный был практически полностью разрушен. В руины превратились 1799 каменных строений, разрушенных деревянных домов было гораздо меньше. На месте храма Покрова Пресвятой Богородицы, гимназии, губернаторского дома, архиерейского подворья остались только груды кирпича. Разбор завалов продолжался до июля.
В 1894 году после разрушения предыдущего здания было возведено небольшое одноэтажное приземистое здание. Новый дом был спроектирован из брёвен тянь-шанской ели архитектором В. Н. Брусенцовым с учетом сейсмики.
В 1910 году в Пушкинском парке Верного (ныне парк имени 28 гвардейцев-панфиловцев) был установлен бюст Колпаковского. Его расположили в южной части сквера, недалеко от канцелярии генерал-губернатора. В дальнейшем планировалось установление полноценного памятника, однако этому помешала Первая мировая война. После Октябрьской революции советская власть разрушила стоявший в Пушкинском парке памятник царю и бюст первого губернатора Верного.
В годы Гражданской войны в этом здании было подписано решение о признании советской власти в Семиреченской области. Некоторое время здесь размещался ревком, затем окружной комитет РКП(б). 
До 1994 года здание использовали под госпиталь. Историческое сооружение в 1995 году сгорело дотла при загадочных обстоятельствах.
Руины здания были полностью снесены осенью 2004 года. На этом месте был построен жилой комплекс.

## Статус памятника
4 апреля 1979 года было принято Решение исполнительного комитета Алма-Атинского городского Совета народных депутатов № 139 «Об утверждении списка памятников истории и культуры города Алма-Аты», в котором было указано здание дома генерал-губернатора. Решением предусматривалось оформить охранное обязательство и разработать проекты реставрации памятников.
25 ноября 1993 года стал частью Алматинского государственного историко-архитектурного и мемориального заповедника. На территории заповедника запрещено новое строительство. Реконструкция объектов возможна исключительно с разрешения Министерства культуры Казахстана.
10 ноября 2010 года был утверждён новый Государственный список памятников истории и культуры местного значения города Алматы, одновременно с которым все предыдущие решения по этому поводу были признаны утратившими силу. В этом Постановлении здание не было указано, так как фактически уже не существовало и на его месте располагался многоэтажный жилой комплекс.